# DeepGreen
DeepGreen ist eine Infrastruktur, durch welche elektronische Publikationen nach Ablauf der Embargoperiode automatisch Open Access in Repositorien zweitveröffentlicht werden. Nachdem ihr Aufbau von 2016 bis Mitte 2021 als Projekt von der Deutschen Forschungsgemeinschaft gefördert wurde, ist sie in einen zweijährigen Pilotbetrieb übergegangen, der vom Kooperativen Bibliotheksverbund Berlin-Brandenburg (KOBV), der Bayerischen Staatsbibliothek (BSB) sowie der Friedrich-Alexander-Universität Erlangen-Nürnberg (FAU) getragen und aus Eigenmitteln finanziert wird.

## Projekt
Das Projekt DeepGreen wurde initiiert, da zur Zeit seiner Konzeption wenige Autoren wissenschaftlicher Beiträge ihr vertraglich und gesetzlich garantiertes Recht auf Zweitveröffentlichung wahrgenommen haben. Projektziel war eine vertragskonforme, automatisierte Ablieferung von Metadaten und Volltexten durch Verlage an Repositorien mittels einer zentralen Datendrehscheibe. An dem Projekt waren der KOBV als Projektleitung sowie der Bibliotheksverbund Bayern, die BSB, die Universitätsbibliothek der FAU, die Universitätsbibliothek der Technischen Universität Berlin und das Helmholtz Open Science Office am Deutschen GeoForschungsZentrum beteiligt. Gefördert wurde DeepGreen durch das DFG-Programm „Infrastruktur für elektronische Publikationen und digitale Wissenschaftskommunikation“.

## Projektförderphasen
Das Projekt hat zweit Förderphasen durchlaufen.
- 2016–2017 Förderphase 1: Fokus auf Allianz-Lizenzen, welche bereits Rechte für Green Open Access (Zweitveröffentlichung) gewährleisten; Fokus auf institutionelle Repositorien
- 2019–2020 Förderphase 2: Prüfung weiterer Lizenzmodelle und Prüfung, ob auch Fachrepositorien bedient werden können, Transfer des Projekts in nachhaltige Strukturen